# Huahine-Möwe
Die Huahine-Möwe (Larus utunui) ist eine ausgestorbene Möwenart, die auf der Insel Huahine in den Gesellschaftsinseln brütete. Ihre nächste lebende Verwandte ist vermutlich die Silberkopfmöwe (Larus novaehollandiae, Syn.: Chroicocephalus novaehollandiae). Das Artepitheton leitet sich von den tahitianischen Wörtern utu („Vogelschnabel“) und nui („groß“) ab.

## Merkmale
Die Huahine-Möwe ist von zwölf Knochen (zehn verschiedene Skelettelemente von zwei Individuen) bekannt, die in der archäologischen Lagerstätte Faʻahia zu Tage gefördert wurden. Der Holotypus umfasst einen kompletten Schädel mit dem dazugehörenden Schnabel. Die Paratypen bestehen aus einem Quadratbein, einem Unterkiefer, dem 3. Brustwirbel, einem Sternum, einem Gabelbein, einem Coracoid, drei Humeri, einem Oberschenkelknochen und einem Tibiotarsus. Elf Knochen stammen vermutlich von einem Altvogel, das distale Humerusende von einem juvenilen Vogel. 

## Systematik
Nachdem die Silberkopfmöwe 2005 in die Gattung Chroicocephalus transferiert wurde, müsste auch die Huahine-Möwe in dieser Gattung stehen.

## Aussterben
Die Huahine-Möwe ist nur von subfossilem Knochenmaterial aus dem Holozän bekannt. Den stratigraphischen Ablagerungen nach zu urteilen, könnte die Art zwischen 700 und 1200 n. Chr. ausgestorben sein. Belege für Möwenarten auf den Gesellschaftsinseln gab es jedoch auch in späteren Aufzeichnungen. So beschrieb Carl Friedrich Bruch (1789–1857) 1853 die Möwenart Gavia pomare, die 1857 als Larus pomarre von Charles Lucien Jules Laurent Bonaparte für Tahiti und 1859 als Larus pomare von George Robert Gray für Tahiti und die Marquesas gelistet wurde. Bei seiner Untersuchung der Holotypen vom Naturhistorischen Museum Mainz in den Jahren 1878 und 1896 betrachtete Howard Saunders Larus pomarre als juveniles Exemplar der Silberkopfmöwe und Larus pomare als Synonym für die Maorimöwe (Larus bulleri, Synonym: Chroicocephalus bulleri). Die komplette Museums-Sammlung von Carl Friedrich Bruch wurde während des Zweiten Weltkriegs zerstört. Ein Vergleich von Bruchs Zeichnung des Holotypus von Gavia pomare mit Larus utunui zeigte jedoch auch, dass der Schnabel von Gavia pomare zu klein ist, um beide Arten als identisch zu betrachten.